# Franz Krautwurst
Franz Xaver Krautwurst (* 7. August 1923 in München; † 30. November 2015 in Erlangen) war ein deutscher Musikwissenschaftler und Hochschullehrer.

## Leben
Franz Krautwurst trat neben seiner langjährigen Tätigkeit als Professor an der Universität Erlangen und der Universität Augsburg in der musikwissenschaftlichen Landesforschung hervor und hat diese als einen wichtigen Zweig der Musikwissenschaft begründet und etabliert.
Krautwurst war Herausgeber des Neuen Musikwissenschaftlichen Jahrbuchs und trat als Verfasser weiterer Schriften hervor. Außerdem war Krautwurst maßgeblich in der Internationalen Valentin Rathgeber-Gesellschaft zur Erforschung der Biografie des Komponisten Valentin Rathgeber tätig. Er war darüber hinaus auch Mitarbeiter an Schubert-Veröffentlichungen des Internationalen Franz-Schubert-Instituts in Wien.

## Werke (Auswahl)
- Franz Krautwurst: Rathgeber, Johann Valentin. In: Friedrich Blume (Hrsg.): Die Musik in Geschichte und Gegenwart (MGG). Erste Ausgabe, Band 11 (Rasch – Schnyder von Wartensee). Bärenreiter/Metzler, Kassel u. a. 1963, DNB 550439609, Sp. 19–22 (= Digitale Bibliothek Band 60, S. 61642–61649)

## Auszeichnungen
- 1961: Förderpreis der Stadt Nürnberg
- 2007: Wolfram-von-Eschenbach-Preis des Bezirks Mittelfranken
- 2008: Bundesverdienstkreuz am Bande des Verdienstordens der Bundesrepublik Deutschland
- Ehrenmitgliedschaft der Internationalen Valentin-Rathgeber-Gesellschaft